# Pteromicra rudis
Pteromicra rudis is een vliegensoort uit de familie van de slakkendoders (Sciomyzidae). De wetenschappelijke naam van de soort is voor het eerst geldig gepubliceerd in 1968 door Knutson and Zuska.